# Опрощение (лингвистика)
Опро́щение (опроще́ние), или деэтимологиза́ция — лексико-морфологическое явление: затемнение первоначальной семантической структуры слова, утрата этимологической мотивированности вследствие стирания морфемных границ между его компонентами. С точки зрения морфемной структуры слова представляет собой превращение прежде членимой основы в нечленимый корень, к примеру в рус. воздух, запах, нем. zurück 'назад', Vorrat 'запас', англ. lady < др.-англ. hlāf-dige. Может сопровождаться предварительным переразложением.
Термин «опрощение» введён В. А. Богородицким.

## Причины
Опрощение связано с фузионным соединением морфем, причиной чего могут стать исторические фонетические изменения в процессе развития языка. Характерно для флективных языков, однако возможно и в языках другой структуры, где затрагивает сложные слова, преобразуя их в однокорневые. Опрощение также может вызываться утратой языком слов, родственных данному (например, нечленимое в настоящее время рус. кольцо исторически являлось уменьшительным от вышедшего из употребления коло). Часто встречается при пиджинизации и креолизации.
Несмотря на влияние фонетических изменений, основной причиной явлений опрощения выступают семантические изменения в лексеме, и в некоторых случаях их действия оказывается достаточно (в частности, в ныне нечленимом рус. забыть).

## Значение явления
Вследствие опрощения утрачивается связанность однокоренных слов; так, рус. конец и начало восходят к одному индоевропейскому корню *-ken- / *-kon-, однако в настоящее время воспринимаются как непроизводные и морфологически не связанные друг с другом. Благодаря данному явлению язык пополняется новыми корневыми морфемами.